# Кривое зеркало (театр)
«Кривое зеркало» — театр малых форм, работал в Петербурге-Петрограде-Ленинграде в 1908—1918 и 1922—1931 годах.

## История
Театр был создан в Петербурге в 1908 году. Создатели редактор и издатель театрального журнала «Театр и искусство» А. Р. Кугель, его гражданская жена артистка З. В. Холмская и их друзья-помощники Н. А. Тихонов, Н. А. Тэффи, В. А. Мазуркевич, Н. Н. Вентцель, А. А. Плещеев, З. Д. Бухарова, А. А. Измайлов и др.. «Кривое зеркало» было задумано как театр пародии. Одновременно идею похожего театра разрабатывал Мейерхольд, он со своими друзьями назвали свой театр «Лукоморье». Театральный клуб принял решение: открыть оба театра.
5 декабря 1908 года в особняке князя Н. Юсупова на Литейном проспекте состоялось представление двух театров. Для спектаклей «Лукоморья» было определено время с 8 до 12 вечера; для «Кривого зеркала» — с 12 до 3 ночи.
Очень скоро выяснилось: элитарно-художественные изыски «Лукоморья» слишком серьёзны для легкомысленного жанра кабаре. А неприхотливое «Кривое зеркало» в большей степени отвечало невзыскательным вкусам ищущей лёгких утех публики. «Лукоморье» вскоре закрылось, и «Кривое зеркало» осталось единственным театром-кабаре Театрального клуба Петербурга. Правда, начало программ по-прежнему приходилось на 12 часов ночи: актеры «Кривого зеркала» служили в других петербургских театрах. Спектакли шли не ежедневно, а один-два раза в неделю.
В своем журнале «Театр и искусство» Кугель объявил, что в представлениях могут принять участие все желающие; номера основной программы будут перемежаться исполнениями любителей. Желающие откликнулись: в представлениях участвовали самые разные самодеятельные актеры — зачастую любительское исполнение уже само по себе становилось пародией. Программы, скептические и иронические в своей основе, состояли из пародий, фельетонов, конферанса, комических сцен, пантомим, миниатюр, вокальных и танцевальных номеров, включали импровизации, имитации, выступления гастролеров. Это было время бурного развития театральной режиссуры. Совершенно непохожие друг на друга, неожиданные по своим решениям экспериментаторские постановки буквально наводнили культурную жизнь страны. Ещё больше они получили распространение сразу после революции. Новые театральные режиссёры с новым пониманием театральной эстетики, смелые экспериментаторы, вырастали на глазах: Н. Н. Евреинов, Б. С. Глаголин, В. Э. Мейерхольд, Н. М. Форрегер и многие другие; театры Мастфор, Синяя блуза и т. д. Сами по себе неожиданные новые постановочные течения давали огромное раздолье пародистам для фантазии.
В январе 1909 года в «Кривом зеркале» состоялась премьера спектакля, ставшего легендарным, — «Вампука, Принцесса африканская» (драматургический фельетон М. Н. Волконского, опубликованный в 1910 году в «Новом времени» с подзаголовком «Образцовое либретто для оперы»). Инициатива постановки принадлежала композитору В. Г. Эренбергу, который написал к спектаклю музыку, пародирующую оперы Мейербера и Верди. Поставил спектакль Р. А. Унгерн. Спектакль продержался на сцене много лет, последний раз был показан в 1930 году — небывалое долголетие для театральной пародийной постановки.
В 1910 году Кугель пригласил на должность главного режиссёра Н. Н. Евреинова, остававшегося на этом посту почти семь лет. Из театра почти полностью ушла атмосфера капустников и любительских спектаклей, — но и не пользовавшийся уже успехом, не удовлетворявший зрительские запросы, попросту — надоевший репертуар и дилетантизм. Многие актеры перешли в «Кривое зеркало» на постоянную работу; начало спектаклей перенесли на 9 часов вечера. Помимо пародийных спектаклей и сатирических миниатюр, Н. Н. Евреинов на практике реализует новую архитектонику драмы, одним из принципов которой становилось воплощение в театральном действии мира сознания — сценической технологии воспроизведения внутреннего мира героя — монодрама Н. Н. Евреинова. В это время, театр, испытывавший кризис, что и явилось одной из причин приглашения нового режиссёра, уже имевшего известность и успех, именно благодаря его изобретательности и активности, приобретает большую популярность, об этом говорит и факт динамики развития театра: за время работы Н. Н. Евреинова в «Кривом зеркале», режиссёром было поставлено около ста спектаклей, разнообразие которых долгое время и являлось залогом успеха .
В труппе работали следующие актеры: З. В. Холмская, Е. А. Нелидова, Е. А. Хованская, Л. Н. Лукин, М. Лукина, В. А. Подгорный, В. Я. Хенкин), А. П. Лось, Н. Н. Урванцов, В. Александровский, С. И. Антимонов, М. К. Яроцкая, В. П. Лачинов, В. А. Лепко, Л. А. Фенин, К. Э. Гибшман, Ф. Н. Курихин и др., композиторы И. А. Сац, В. Г.  Эренберг, среди режиссёров — Н. М. Фореггер, Р. А. Унгерн (ушел с приходом Н. Н. Евреинова). Театр в таком составе просуществовал до 1918 года.

Зинаида Васильевна Холмская позже вспоминала: 
У многих кривозеркальцев юмор занимал какую-нибудь определённую часть их индивидуальности и соответственно этому говорили, что у имитатора Айседоры Дункан — Н. Ф. Икара — огромный юмор в ногах, у Н. В. Грановского — юмор в спине и в движении, у С. И. Антимонова юмор находился в его неподражаемо-смешных интонациях.

По мере утраты Н. Н. Евреиновым интереса к настоящему предприятию, что в немалой степени было обусловлено его противоречиями с конъюнктурными установками содержателей труппы, театр начал исчерпывать себя, изжил себя, запутался в повторах, вновь назрел творческий кризис — и репертуар и приёмы. стилистика, в конце концов, не могли соответствовать запросам даже социально уже совершенно иной публики. Показателем этого стал уход из «Кривого зеркала» многих актеров в другие театры. Последний спектакль того периода прошел 17 марта 1918 года.
В 1922 году Кугель с частью прежних и новыми набранными актерами возобновил работу «Кривого зеркала». Среди пришедших был А. М. Бонди (c 1923 года). Один сезон (1923/1924) играли в Москве, в 1925 году возвратились в Ленинград. Были восстановлены старые спектакли, поставлены новые, но новое «Кривое зеркало» оставалось лишь бледной тенью прежнего. После смерти Кугеля в 1928 году театр окончательно потерял свою индивидуальность и превратился в обычный театр миниатюр. В 1931 году театр «Кривое зеркало» был закрыт.
С 1939 года здание театра занимает конструкторское бюро «Балтсудопроект».